# 南垸良种场
南垸良种场是湖北省应城市下辖的一个类似乡级单位，位于市境南端，汉北河以南，与汉川县接壤。
初建于1970年代。1984年设木梅乡，实行乡场合一。1986年撤县建市后，恢复原场名。全场国土面积19.26平方公里。耕地l921.6公顷(15324亩)，其中水田710.13公顷(10652亩)，旱地311.47公顷(4672亩)。总人口6000多人，其中农业人6000人左右。人口自然增长率千分之11.29。南垸良种场是应城重要的良种繁育基地，每年可向国家提供各种良种50万公斤，原种500公斤以上。近年来，为了进—步加强良种繁育和制种生产，十分重视改善生产环境，先后投入资金67万余元，完成了扁担河开挖，中心河和支沟清淤，以及汉北河堤加固等工程，累计上方35万立方米；同时兴建了一座建筑面积250平方米的种子仓库和12块水泥禾场，总面积6000平方米。

## 行政区划
下辖以下地区：梅港村、河岭村、木楼村、一场村、二场村、三场村、四场村和五场村。
设有一、二、三、四、五5个分场和河岭、梅港、木别3个行政村，计45个村民小组。